# Han Chengkai
Han Chengkai (chinesisch 韩呈恺, Pinyin Hán Chéngkǎi; * 29. Januar 1998 in Zhangzhou, Fujian) ist ein chinesischer Badmintonspieler.

## Karriere
Han feierte seine ersten Erfolge, als er mit der chinesischen Nachwuchsmannschaft 2015 und 2016 sowohl bei den Juniorenweltmeisterschaften als auch den Juniorenasienmeisterschaften siegreich war. Außerdem gewann er 2016 an der Seite von Zhou Haodong bei beiden Wettkämpfen einen Titel im Herrendoppel. Bei den Erwachsenen erreichte er darüber hinaus bei einem Wettkampf des BWF Grand Prix, den Indonesian Masters, das Finale. Mit der Mannschaft der Provinz Fujian wurde er bei den Chinesischen Nationalspielen im Jahr 2017 Zweiter. 2018 triumphierte Han bei zwei Wettbewerben der BWF World Tour, als er sich bei den French Open und den Lingshui China Masters durchsetzen konnte, während er bei den China Open im Endspiel unterlag. Mit der chinesischen Nationalmannschaft der Herren wurde er bei den Kontinentalmeisterschaft Vizemeister, bevor er im Jahr darauf mit dem Mixed-Team den Titel gewann. 2019 war Han außerdem beim in seinem Heimatland ausgetragenen Sudirman Cup erfolgreich, bei dem China im Turnierverlauf nur ein Spiel verloren geben musste. Mit 23 Jahren beendete er in Folge einer Verletzung am Rücken seine Karriere, nachdem er 2021 mit dem Provinzteam bei den Nationalspielen siegte.

## Sportliche Erfolge
| Jahr | Veranstaltung                   | Platz | Disziplin    | Spielpartner |
| ---- | ------------------------------- | ----- | ------------ | ------------ |
| 2015 | Juniorenasienmeisterschaft 2015 | 2.    | Herrendoppel | Zhou Haodong |
| 2015 | Juniorenasienmeisterschaft 2015 | 1.    | Mannschaft   | China        |
| 2015 | Juniorenweltmeisterschaft 2015  | 1.    | Mannschaft   | China        |
| 2015 | Juniorenweltmeisterschaft 2015  | 3.    | Herrendoppel | Zhou Haodong |
| 2016 | Juniorenasienmeisterschaft 2016 | 1.    | Herrendoppel | Zhou Haodong |
| 2016 | Juniorenasienmeisterschaft 2016 | 1.    | Mannschaft   | China        |
| 2016 | Juniorenweltmeisterschaft 2016  | 1.    | Herrendoppel | Zhou Haodong |
| 2016 | Juniorenweltmeisterschaft 2016  | 1.    | Mannschaft   | China        |

| Jahr | Veranstaltung                   | Platz | Disziplin    | Spielpartner |
| ---- | ------------------------------- | ----- | ------------ | ------------ |
| 2016 | Indonesian Masters 2016         | 2.    | Herrendoppel | Zhou Haodong |
| 2017 | Chinesische Nationalspiele 2017 | 2.    | Mannschaft   | Fujian       |
| 2018 | Lingshui China Masters 2018     | 1.    | Herrendoppel | Zhou Haodong |
| 2018 | China Open 2018                 | 2.    | Herrendoppel | Zhou Haodong |
| 2018 | French Open 2018                | 1.    | Herrendoppel | Zhou Haodong |
| 2018 | Asienmeisterschaft 2018         | 2.    | Mannschaft   | China        |
| 2019 | Asienmeisterschaft 2019         | 1.    | Mannschaft   | China        |
| 2019 | Sudirman Cup 2019               | 1.    | Mannschaft   | China        |
| 2021 | Chinesische Nationalspiele 2021 | 1.    | Mannschaft   | Fujian       |